# Плешков, Юрий Яковлевич
Юрий Яковлевич Плешков (род. 16 октября 1954, Шуя, Ивановская область) — советский бегун-марафонец. Выступал на всесоюзном уровне в начале 1980-х годов, чемпион СССР, победитель Спартакиады народов СССР, многократный призёр первенств всесоюзного и всероссийского значения, в составе советской сборной участник чемпионата мира в Хельсинки и Всемирной Универсиады в Бухаресте. Мастер спорта СССР международного класса. Представлял город Иваново и спортивное общество «Буревестник». Тренер по лёгкой атлетике.

## Биография
Юрий Плешков родился 16 октября 1954 года в городе Шуя Ивановской области РСФСР. Во время учёбы в школе занимался лыжными гонками, а в 1973 году перешёл в лёгкую атлетику. С 1976 года в Иванове практиковал бег на длинные дистанции, выступал за добровольное спортивное общество «Буревестник».
В 1978 году на чемпионате РСФСР в Калининграде выполнил норматив мастера спорта СССР, показав в марафоне время 2:19:35.
Впервые заявил о себе в марафонской дисциплине на всесоюзном уровне в сезоне 1980 года, когда на чемпионате СССР по марафону в Москве с личным рекордом 2:13:10 финишировал восьмым. По итогам этого выступления удостоен почётного звания «Мастер спорта СССР международного класса».
В 1981 году на чемпионате СССР по марафону в Москве в условиях сильной жары выиграл бронзовую медаль. Будучи студентом, представлял Советский Союз в марафоне на Всемирной Универсиаде в Бухаресте, но в конечном счёте сошёл здесь с дистанции. Также в этом сезоне с результатом 2:17:02 занял 28-е место на Фукуокском марафоне.
В 1982 году стал серебряным призёром чемпионата СССР по марафону в Москве, всего секунду уступив победившему челябинцу Леониду Мосееву. Помимо этого, был седьмым на Пекинском марафоне, показал 27-й результат в Фукуоке.
В 1983 году на чемпионате страны в рамках VIII летней Спартакиады народов СССР в Москве с результатом 2:15:22 превзошёл всех соперников и завоевал золотую награду. Благодаря этой победе удостоился права защищать честь страны на впервые проводившемся чемпионате мира по лёгкой атлетике в Хельсинки — в программе марафона показал время 2:15:50, расположившись в итоговом протоколе соревнований на 25-й строке.
Окончил Ивановский химико-технологический институт, где впоследствии работал лаборантом на кафедре физического воспитания. После завершения спортивной карьеры проявил себя на тренерском поприще, среди наиболее известных его воспитанников такие бегуны как Алексей Желонкин, Андрей Яковлев, Алексей Соболев, Алексей Манин, Татьяна Усачева.